# Antonio Casetta
Antonio Casetta (Milano, 15 novembre 1928 – Merate, 6 ottobre 1993) è stato un imprenditore e produttore discografico italiano.

## Biografia
Dopo alcune esperienze di lavoro dipendente presso una casa discografica milanese, entra come protagonista nel mondo musicale nel 1957, acquistando una quota della Caprice, sezione italiana della Globe. Fonda nel 1959 la casa discografica Bluebell, quindi la Belldisc, poi confluite, nel 1970, nella Produttori Associati, con distribuzione della Dischi Ricordi.
Come direttore artistico della Bluebell assume un giovane musicista, Federico Monti Arduini, che anni dopo, con lo pseudonimo "Il Guardiano del Faro", realizzerà alcuni brani strumentali di successo.
In parallelo con la Bluebell crea anche una sottoetichetta per progetti più sperimentali, la "Off", che viene diretta da uno dei suoi collaboratori, Roberto Dané. Tra i moltissimi artisti seguiti da Casetta vanno ricordati Fabrizio De André, Piero Ciampi, gli Alunni del Sole, Carmen Villani, Santo & Johnny, Eugenio Finardi, Enzo Avitabile.
Nel 1976 pubblica con la Produttori Associati il disco di jazz (prodotto da Franco Fayenz)  Gerry Mulligan meets Enrico Intra, con una formazione all-stars composta da Gerry Mulligan al sassofono baritono, Enrico Intra al pianoforte, Giancarlo Barigozzi al sassofono tenore e flauto,  Pino Presti al basso elettrico, Tullio De Piscopo alla batteria e Sergio Farina alla chitarra.
Nel 1977 Casetta realizza all'interno del Castello di Carimate (tra Milano e Como) gli Stone Castle Studios, dove registreranno e saranno ospitati diversi grandi nomi del cantautorato italiano, quali Lucio Dalla, Edoardo Bennato, Antonello Venditti, Pino Daniele, Ron e lo stesso De André: ma l'investimento di denaro nella realizzazione degli studi, unitamente a un'operazione di aggiotaggio operata dai dirigenti della Dischi Ricordi, è la causa del fallimento della Produttori Associati, il cui materiale viene subito rilevato dalla Ricordi che distribuiva il catalogo della P. Ai.
Negli anni '80 fonda una nuova Casa discografica, la Cicogna, per cui ha inciso tra gli altri Eugenio Finardi. Nel 1987, chiusi gli Stone Castle Studios, Casetta si ritira a vita privata.
Il figlio Simone Casetta, nato a Milano nel 1961 dalla moglie Annamaria, dopo una breve esperienza come tecnico del suono agli Stone Castle Studios, è un fotografo ritrattista impegnato in tematiche sociali e progetti d'arte. Dal 2007 insegna fotografia presso l'Istituto Superiore per le Industrie Artistiche; diploma magistrale in Grafica Editoriale dell'ISIA Urbino.